# Ар сир Форман
Ар сир Форман (фр. Ars-sur-Formans) насеље је и општина у источној Француској у региону Рона-Алпи, у департману Ен (Рона-Алпи) која припада префектури Бурж ан Брес.
По подацима из 2011. године у општини је живело 1.374 становника, а густина насељености је износила 249,82 становника/km². Општина се простире на површини од 5,5 km². Налази се на средњој надморској висини од 240 метара (максималној 281 m, а минималној 226 m).

## Демографија
| 1836. | 1962. | 1968. | 1975. | 1982. | 1990. | 1999. | 2011. |
| ----- | ----- | ----- | ----- | ----- | ----- | ----- | ----- |
| 310   | 460   | 496   | 480   | 719   | 851   | 1.102 | 1.374 |

График промене броја становника у току последњих година